# Ramones-Museum Berlin

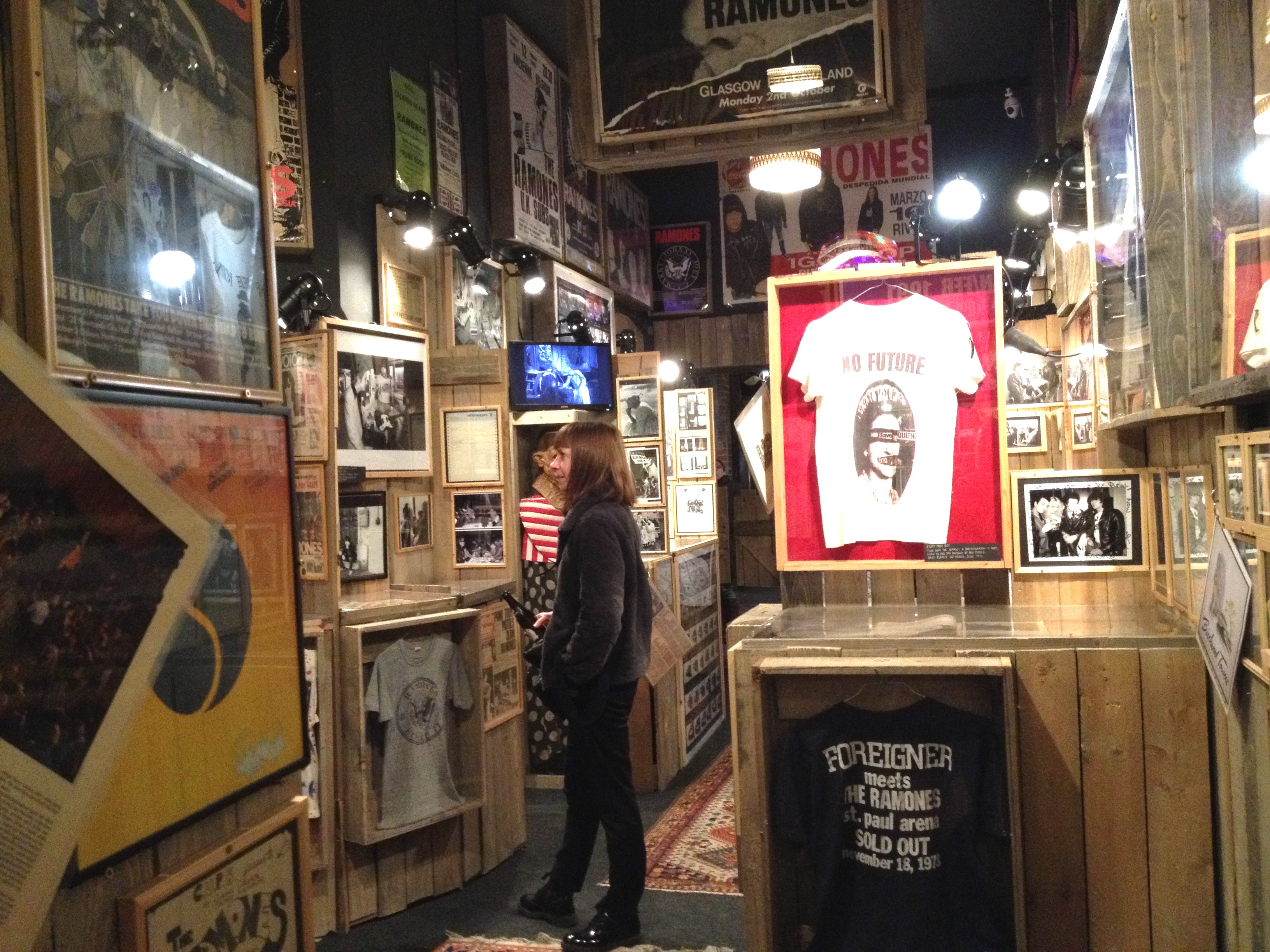
Ausstellung im Ramones-Museum in Berlin-Kreuzberg, 2020

Das Ramones-Museum Berlin ist ein Museum zur Erinnerung an die US-amerikanische Punkband Ramones im Berliner Ortsteil Neukölln in der Weserstraße 159. Das Museum wurde am 15. September 2005 in Berlin-Kreuzberg eröffnet und ist das weltweit erste und bisher einzige Ramones-Museum. Es zeigt mehr als 1000 Erinnerungsstücke an die Ramones aus den Jahren 1974–1996. Der Eintritt zum Museum ist frei.

## Geschichte

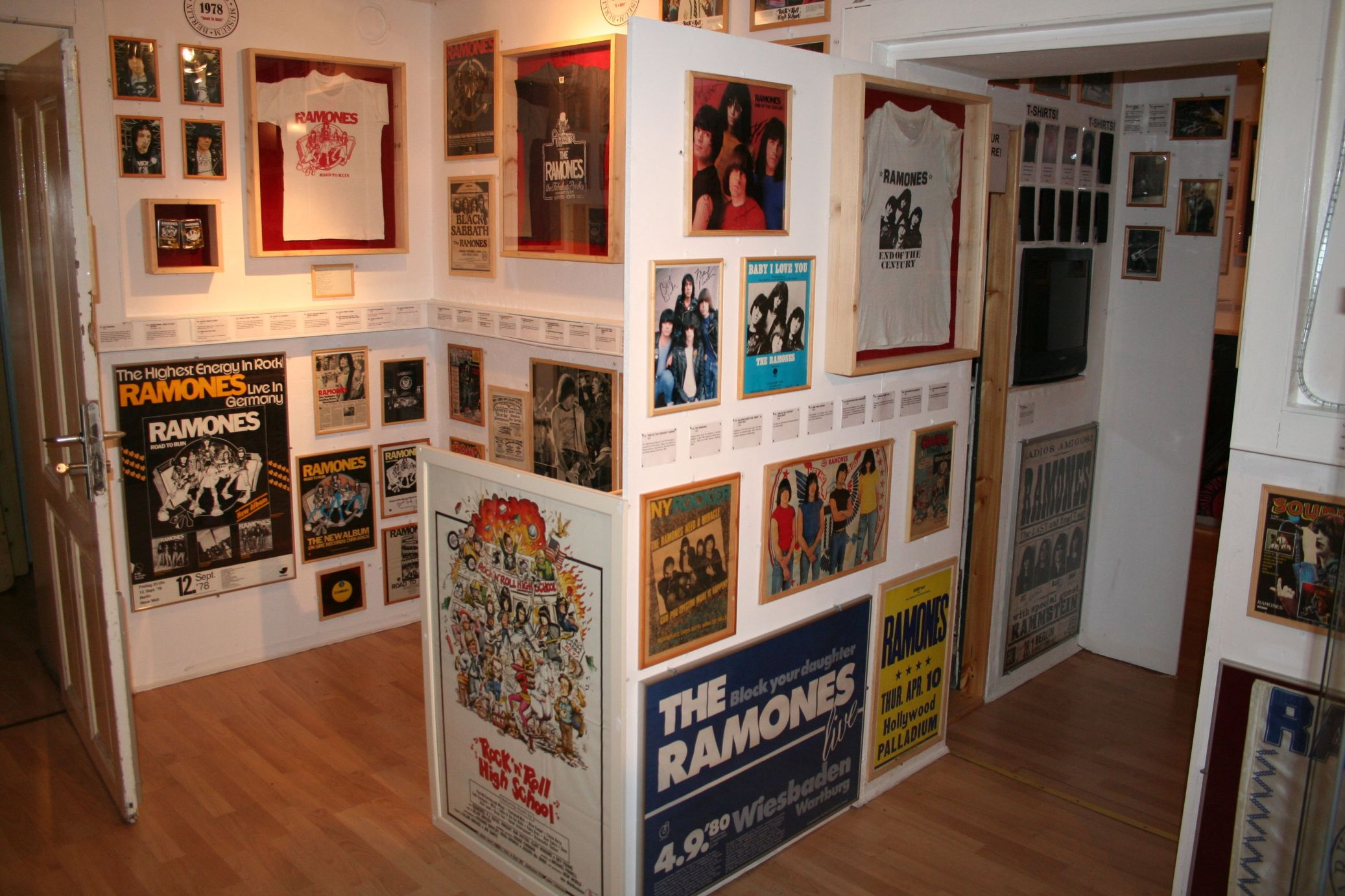
Ausstellungsraum des Museums im ehemaligen Standort Berlin-Mitte

Das Museum wurde von Florian Hayler gegründet, der Hunderte von Gegenständen zur und über die Band zusammengetragen hat. Es befand sich ursprünglich in zwei Räumen in einem Keller in Berlin-Kreuzberg unter der Wohngemeinschaft der Rockband EL*KE. Im November 2007 musste das Ramones-Museum allerdings schließen, da der Hauseigentümer die Miete verdreifachte. Am 8. Oktober 2008 eröffnete das Museum in der Krausnickstraße in Berlin-Mitte neu, diesmal mit dem integrierten Café Mania. Dort befand sich das Museum im Erdgeschoss und wurde in einen Museums- und einen Café/Bar-Bereich unterteilt. Im März 2017 zog es zurück nach Kreuzberg, diesmal an das Schlesische Tor in die Oberbaumstraße, wo es bis 2021 bestand, als es während der Covid-19-Pandemie geschlossen wurde. Seit April 2024 befindet sich das Museum in der Weserstraße in Neukölln, mit integrierter Bar 19:77.

## Ausstellungen und Exponate
Die Ausstellungen zeigen unter anderem bislang unveröffentlichte Fotos, handsignierte Poster, Kleidungsstücke der Musiker, signierte Erstauflagen verschiedener Veröffentlichungen und vieles mehr. Die Anordnung der Exponate ist chronologisch, sodass eine Entwicklung der Band erkennbar ist.
Der größere Raum zeigt die Ausstellungsstücke aus den Jahren 1975 bis 1985 und ist dem Beginn der Ära des Punks gewidmet. Der zweite Raum stellt die Zeit von 1985 bis 1996 dar und widmet sich der zweiten Phase der Karriere der Ramones. Die jüngsten Exponate sind Stücke vom letzten Konzert der Ramones im August 1996.